# Studena (Babušnica)
Pour les articles homonymes, voir Studena.
Studena (en serbe cyrillique : Студена) est un village de Serbie situé dans la municipalité de Babušnica, district de Pirot. Au recensement de 2011, il comptait 123 habitants.

## Démographie
| 1948  | 1953  | 1961  | 1971 | 1981 | 1991 | 2002 | 2011 |
| ----- | ----- | ----- | ---- | ---- | ---- | ---- | ---- |
| 1 414 | 1 315 | 1 150 | 819  | 599  | 372  | 200  | 123  |

|  |